# Pirambu (Fortaleza)
O Pirambu, localizado na zona norte de Fortaleza, é a maior favela do Ceará e a 7ª maior do Brasil. A história da luta dos mais de 19,5 mil moradores da comunidade tem raízes profundas na luta de seus antepassados contra a violência de Estado. Os primeiros habitantes do Pirambu, chegados na década de 1930, foram trabalhadores rurais despossuídos de terras, vindos principalmente do interior do Ceará, do Rio Grande do Norte e da Paraíba.

## História

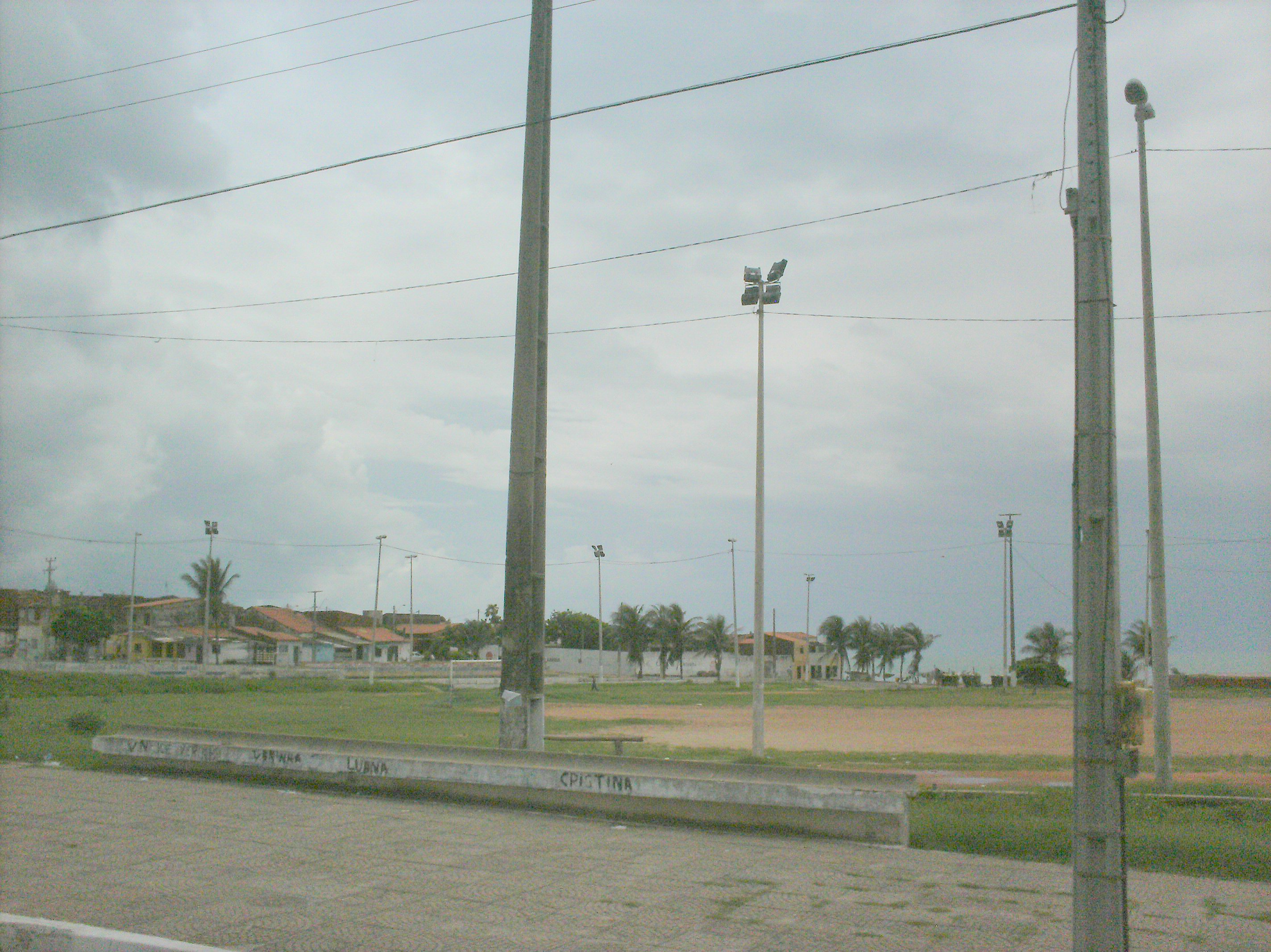
Areninha do Pirambú antes das reformas

Um dos primeiros momentos da História do Ceará, no qual o Pirambú é citado, é a seca de 1932, quando neste local foi instalado um dos Campos de Concentração no Ceará. O Campo do Pirambú ou Polo , como ficou este conhecido.
O Pirambú já foi divulgado na mídia como uma grande favela que ocupava todo o litoral oeste de Fortaleza. Este cenário começou a mudar a partir dos anos 1960, quando os moradores contam com o apoio do Partido Comunista Brasileiro (PCB) e da Igreja Católica junto à imprensa Jornalística. A Igreja desempenhou papel fundamental, com a criação do Plano de Recuperação do Pirambú em maio de 1960. A principal figura da igreja foi o Padre Hélio Campos, que contribuiu para chamar a atenção da Administração Pública pelas emissoras de rádio e jornais para atender a demanda dos moradores do bairro. Com a ajuda do Padre Hélio Campos, ocorreu no dia 1 de janeiro de 1962, a Marcha do Pirambú, cujo objetivo foi reivindicar a desapropriação das terras obtidas com o Decreto Lei n.º1058 de 25 de maio de 1962. Esta passeata reuniu 20 mil pessoas no seu percurso até o centro da cidade.
Após a Marcha do Pirambú, o Bairro contou com o apoio de políticos influentes, como o então Ministro de Viação e Obras Públicas do Governo João Goulart, Virgílio Távora. Neste momento, as terras passaram a pertencer à União. Esta instância concedeu à igreja a responsabilidade de administrá-las. Não suportando as ações impostas pela Congregação, os moradores entraram em conflito com esta. Na tentativa de apaziguar e desarticular o movimento, o Padre Hélio Campos foi transferido para o Maranhão, e o Grande Pirambú foi dividido com a construção de duas paróquias, originando dois bairros com seus respectivos nomes, a paróquia da Nossa Senhora das Graças e a do Cristo Redentor. Esta divisão também promoveu a origem de líderes comunitários que formaram várias associações na luta pela melhoria do Pirambú.
Em 1973 foi construída a avenida Presidente Humberto de Alencar Castello Branco (conhecida popularmente como Leste-Oeste), com o objetivo de ligar a zona industrial na Barra do Ceará à zona portuária do Mucuripe. A partir deste momento, o Pirambú recebe nova delimitação, sendo dividido pela avenida Leste-Oeste. Deste modo, Pirambú é somente a parte do lado do mar, enquanto os moradores do lado oposto tentam se distanciar da imagem ruim associada ao lado do litoral. Neste momento ocorre a transformação da praia da Leste-Oeste em local de lazer popular. 
Curiosidade: Pirambú, em tupi, quer dizer peixe-roncador, daqui vem nome deste bairro, o qual foi dado devido ao peixe Sargo-de-beiço, também conhecido como Pirambú. Em 2012, o documentário Peixe Roncador foi produzido para destacar a história do bairro e pescadores da região.

## Geografia

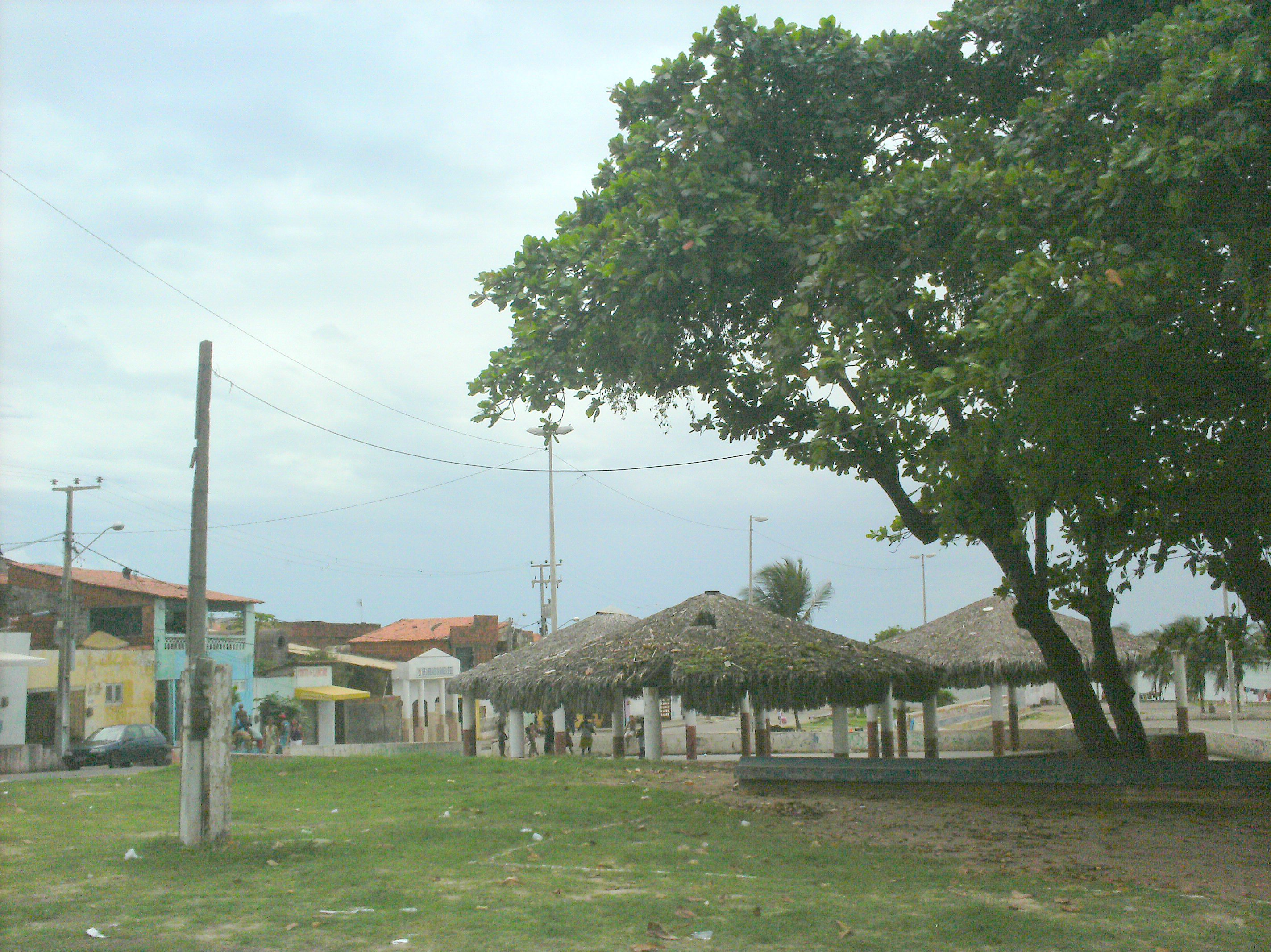
Antigo Parque da Costa-Oeste

Sua população é de aproximadamente 400 mil habitantes, que se dividem nos  bairros que compõem o Pirambú: Tirol, Nossa Senhora das Graças, Cristo Redentor e Quatro Varas. Após a divisão do Grande Pirambú em bairros, o Pirambú, atualmente, é denominado Bairro Nossa Senhora das Graças pela Prefeitura de Fortaleza.
- Área — O Grande Pirambú, o qual é formado pelos bairros Barra do Ceará, Quatro varas, Pirambú e Cristo Redentor, abrange uma área de 586,1 km².
- Demografia — O Pirambú é o bairro que apresenta maior densidade populacional do Brasil, com mais 40 mil habitantes por km².[9]
- Limites — Ao norte pelo oceano Atlântico, ao sul pela avenida Presidente Castelo Branco (Leste-Oeste), ao leste pela rua Jacinto de Matos (Areninha do Pirambú) e ao oeste pela avenida Pasteur.

## Esporte e cultura

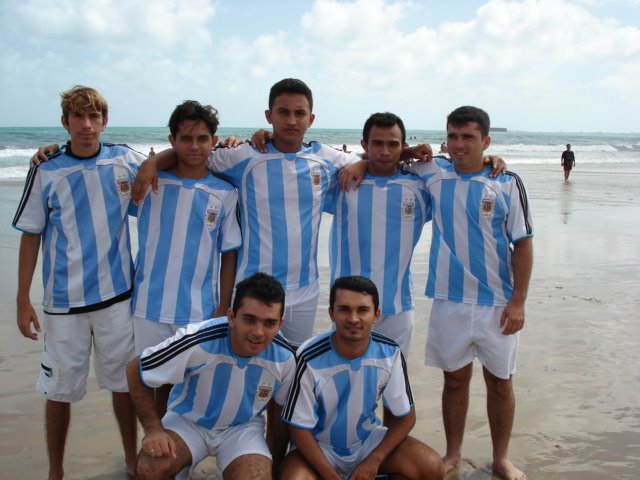
Time amador de futebol de praia na Praia da Leste-Oeste.

Há vários projetos sociais ligados ao bairro, dentre estes, existem escolinhas de futebol de salão, onde os treinos ocorrem, principalmente, na Areninha do Pirambú. O Pirambú também contempla vários times de futebol amador (tanto futebol de campo como de praia).
No Pirambú encontra-se o Centro Cultural Chico da Silva, onde se organizam encontros, eventos, cursos de dança, música, teatro, folclore, lazer, reciclagem com arte, embalagem e o cursinho alternativo.

## Pirambú no mundo
Em uma história em quadrinho da Marvel Comics publicada em 2006, o personagem do X-men chamado Wolverine passa suas férias em Fortaleza, mais precisamente, no bairro Pirambú. Apesar de não identificar em qual período histórico se passa a trama, os elementos culturais dão pistas de que tenha sido na de década de 1950, quando o Pirambú já era uma grande área de retirantes de secas, tendo sido alvo prioritário do recrutamento de mão-de-obra barata para trabalhos em condições desumanas em várias regiões do Brasil. No enredo, ele se depara com a vida dura dos meninos de rua. O criador da história somente conheceu o bairro em 2015, durante uma viagem de férias promovida pela Marvel France, nove anos após a publicação.

## Personagem importante
- O pintor Chico da Silva